# Philipp August Becker
Philipp August Becker (Mulhouse, 1862 – Lipsia, 1947) è stato un filologo tedesco.
Docente di letteratura neolatina a Budapest, Vienna e dal 1893 al 1930 all'Università di Lipsia, precedette Joseph Bédier sulle origini della Chanson de geste.